# Parafia Matki Bożej Częstochowskiej w Kacicach
Parafia Matki Bożej Częstochowskiej w Kacicach – parafia rzymskokatolicka, znajdująca się w diecezji kieleckiej, w dekanacie słomnickim.

## Historia
Historia parafii sięga lat 80. XX wieku, kiedy to ówczesny biskup kielecki Stanisław Szymecki wydzielił ją 27 czerwca 1983 r. z kościoła pw. św. Jana Chrzciciela znajdującego się w pobliskim Prandocinie. Na potrzeby kacickiego kościoła zaadaptowano budynki remizy strażackiej. Nieopodal kościoła znajduje się cmentarz parafialny.